# Le Ménil-de-Briouze
Le Ménil-de-Briouze è un comune francese di 556 abitanti situato nel dipartimento dell'Orne nella regione della Normandia.

## Società

### Evoluzione demografica
Abitanti censiti